# Bergby
Bergby – miejscowość (tätort) w Szwecji, w regionie administracyjnym (län) Gävleborg, w gminie Gävle.
Według danych Szwedzkiego Urzędu Statystycznego liczba ludności wyniosła: 1549 (31 grudnia 2015), 1575 (31 grudnia 2018) i 1554 (31 grudnia 2019).